# Boulevard (Scheveningen)

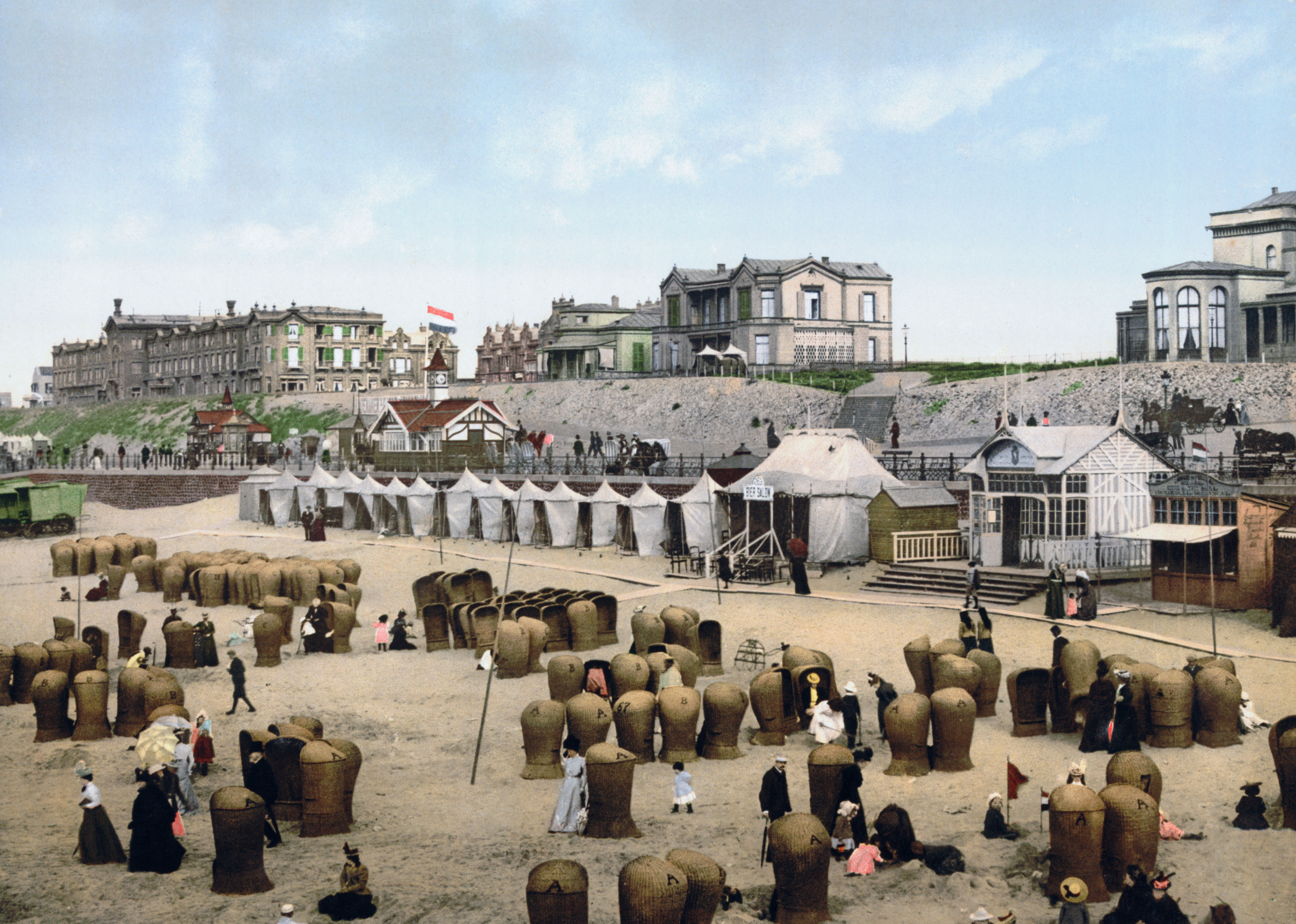
Scheveningen boulevard omstreeks 1900

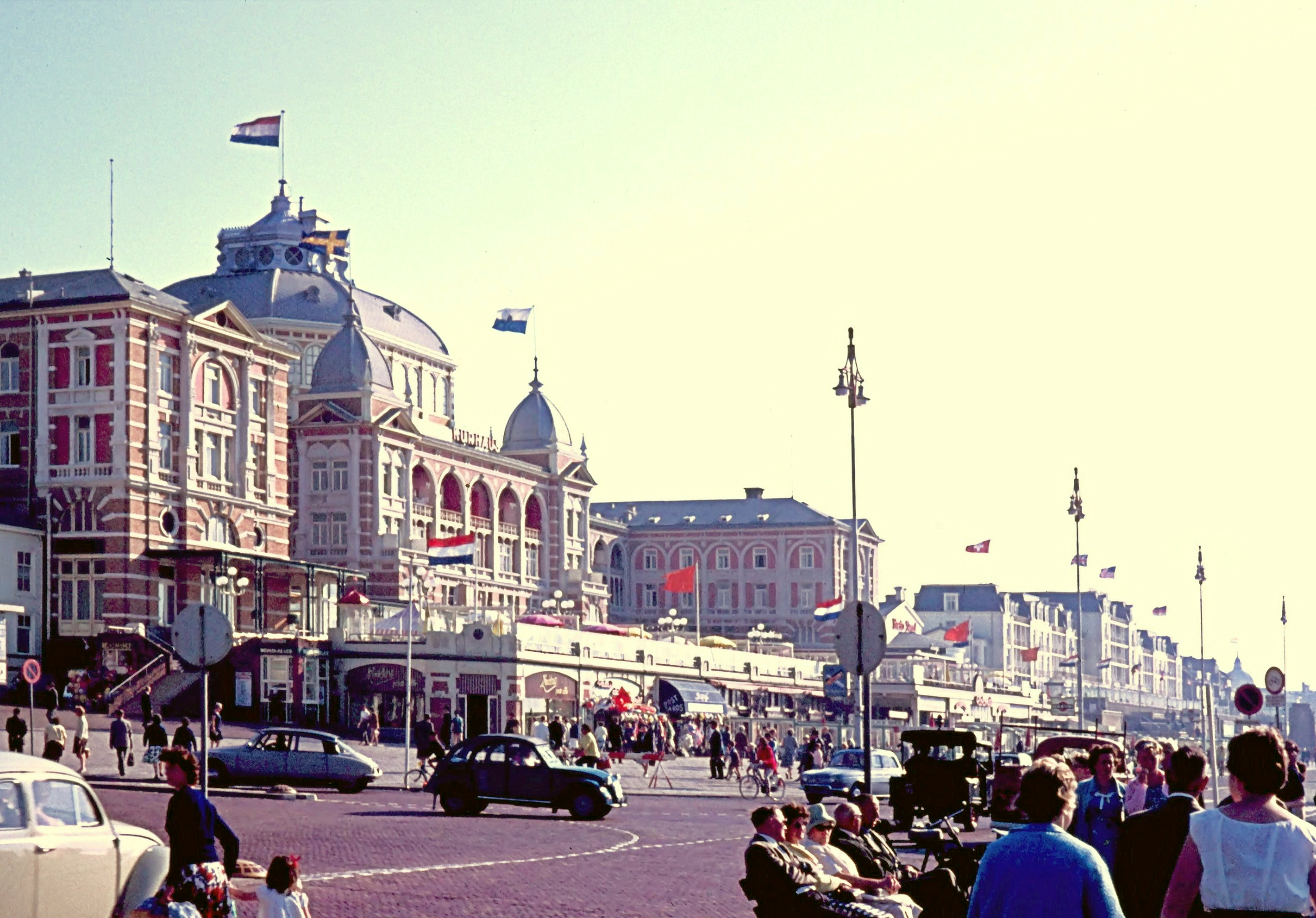
De boulevard voor het Kurhaus in 1963

De Boulevard is een brede boulevard vlak langs het strand in de badplaats Scheveningen. Aan deze boulevard liggen de toeristische trekpleisters:
- de Scheveningse pier, die hier begint en de zee inloopt
- het Steigenberger Kurhaus
- het museum Beelden aan Zee
- Sea life
- het Seinpostduin
- de Vuurtoren van Scheveningen

Na de laatste renovatie (2009-2013) is de boulevard alleen ten Zuiden van Sea Life toegankelijk voor het gemotoriseerd verkeer.

## Dijkverzwaring
De boulevard van Scheveningen was een van de ‘zwakke schakels’ langs de Nederlandse kust. De waterkering voldeed niet meer aan de veiligheidsnormen. De zwakste plekken in Scheveningen lagen ter hoogte van de Keizerstraat, de Schuitenweg en de Jongeneelstraat. De kustversterking bij Scheveningen heeft ervoor gezorgd dat sinds 2012 Scheveningen niet langer een zwakke schakel is.
In oktober 2009 is gestart met de versterking van de Scheveningse kust, om de veiligheid van Scheveningen, Den Haag en grote delen van de Randstad weer op peil te brengen. De totale kustversterking vond plaats van de Scheveningseslag tot aan de tramkeerlus ten zuiden van de Keizerstraat. In 2010 is het strand tussen de haven en de pier tussen de 50 en 70 meter verbreed met zandsuppleties. Hiervoor is in totaal 2,6 miljoen kubieke meter zand opgespoten over een lengte van 2 kilometer. Vervolgens is een kilometer lange dijk aangelegd. Een diepwand van 82 meter lang en 20 meter diep verbindt de bestaande zeewering met de nieuwe dijk.

## Nieuwe Boulevard Scheveningen

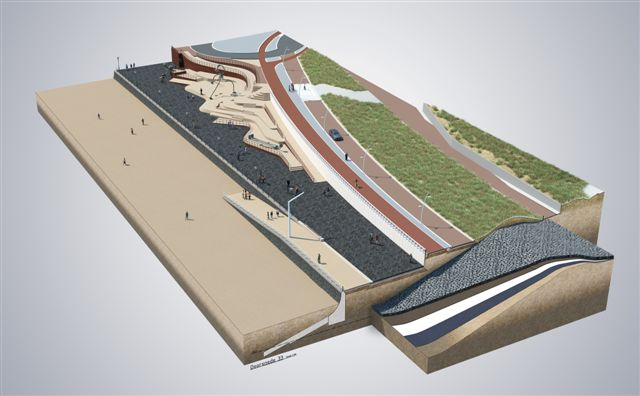
De nieuwe boulevard met daaronder de dijk

Naast veilig, moet de kust ook aantrekkelijk blijven om te wonen, te werken en te recreëren. Daarom is de versterkte zeewering verpakt in een geheel vernieuwde boulevard. De nieuwe boulevard strekt zich uit van de Scheveningseslag tot en met de haven. Het ontwerp is van de Spaanse architect De Solà Morales. Hij ontwierp de nieuwe boulevard met verschillende hoogteniveaus, die voetgangers, fietsers en automobilisten van elkaar scheiden. De boulevard volgt het golvende verloop van de oude duinen en brengt Scheveningen Bad, Dorp en Haven dichter bij elkaar. Hij maakt daarbij gebruik van natuursteen, klinkers, groenstroken en schelpenasfalt ten behoeve van de uitstraling. Omdat de zeewering zich ín de nieuwe boulevard bevindt, mogen de losse onderdelen van de boulevard niet zwaarder zijn dan 700 kilo of ze moeten uit elkaar kunnen vallen in kleine onderdelen. Anders kan de boulevard bij een zware storm de dijk beschadigen. De nieuwe boulevard is begin april 2013 opgeleverd.

### Voetgangersbruggen en landmarks
De nieuwe boulevard Scheveningen is opgebouwd uit verschillende hoogtes die voetgangers, fietsers en auto’s zo veel mogelijk scheiden. De twee lichtblauwe voetgangersbruggen lopen over het fietspad heen en vormen een verbinding tussen het lage en het hoge deel van de boulevard. Op deze manier blijven de verschillende verkeersstromen gescheiden. De nieuwe bruggen staan ter hoogte van de Vuurbaakstraat/Zeekant en ter hoogte van de Seinpost.
Op de nieuwe boulevard staan vijf landmarks, ter hoogte van Seinpostduin, de keerlus van tram 11, de Naald, Woonzorgcentrum het Uiterjoon en het Nationaal Monument voor de Koninklijke Marine tussen de Vissershavenweg en de haven. Ze dienen als herkenningspunt, ontmoetingsplek, zitgelegenheid en zijn voorzien van een aantal nutsvoorzieningen voor de strandpaviljoens. De landmarks zijn 15 meter hoog, hebben een rechthoekige vorm en zijn gemaakt van Cortenstaal met zitgedeelten van natuursteen.
Ook de beeldentuin van museum Beelden aan Zee heeft een heel nieuw ontwerp. Begin april 2012 zijn de 23 Sprookjesbeelden van Tom Otterness geplaatst op de natuurstenen trappen op de nieuwe boulevard ter hoogte van het museum Beelden aan Zee.

### Noordboulevard
In 2018 is begonnen met het vernieuwen van de Noordboulevard (in de wijk Oostduinen).

## Monumenten

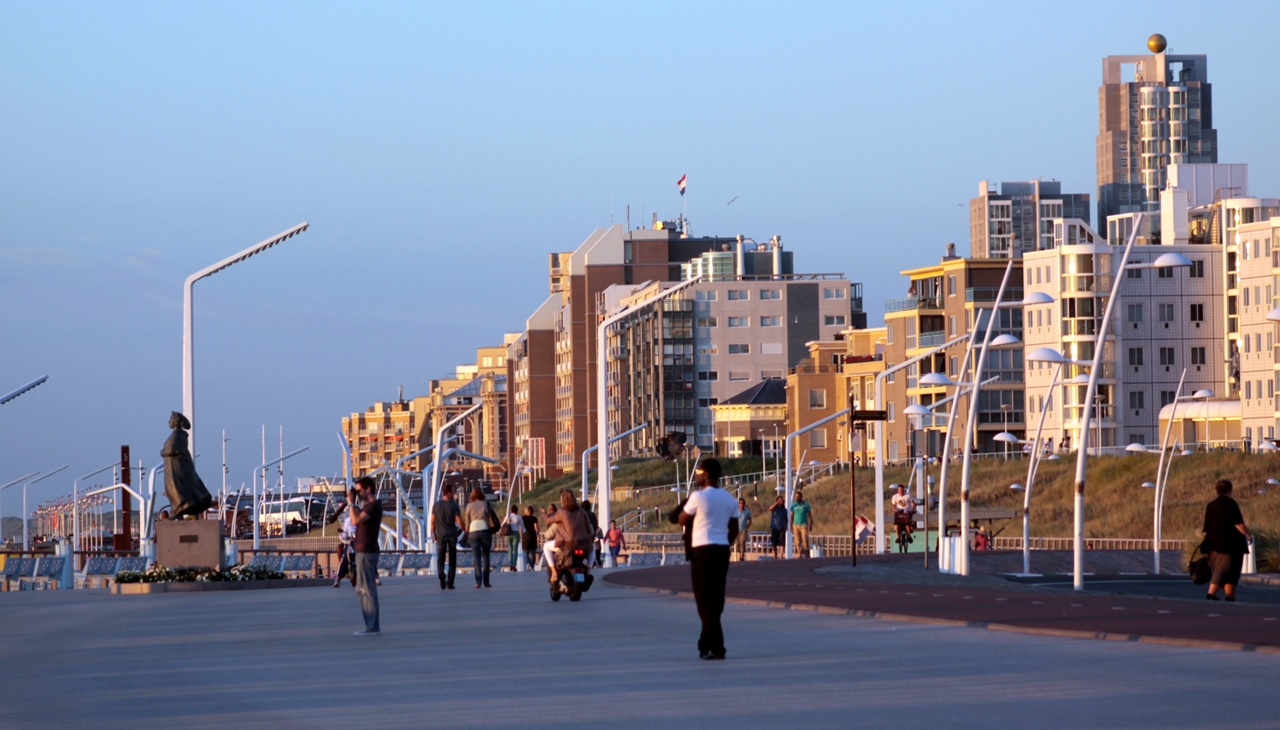
De boulevard met links de Vissersvrouw

Langs de boulevard zijn een aantal monumenten te vinden:
- De Naald, die het vertrek in 1795 en de terugkeer in 1813 van de daarna ingehuldigde koning Willem I herdenkt. De tekst op het monument luidt "God redde Nederland" en "het dankbare volk". De onthulling vond plaats op 30 november 1865 (zie oorkonde).
- Het Nationaal Monument voor de Koninklijke Marine, abstract beeld van tufsteen, gemaakt door Mari S. Andriessen, onthuld op 14 juni 1966.
- Het Monument Leger en Vloot, onthuld op 20 september 1921 door koningin Wilhelmina.
- Engelandvaarders, een plaquette bevestigd aan de balustrade ter hoogte van het Kurhaus, op 24 april 2003 onthuld door Erik Hazelhoff Roelfzema.

Het bekendste monument is de Vissersvrouw, in 1982 door koningin Beatrix onthuld. Tijdens de aanleg van de nieuwe boulevard werd de Vissersvrouw tijdelijk verplaatst. In 2013 werd zij teruggeplaatst. Er is een monument bijgekomen, het VissersNamenMonument, dat 1366 omgekomen vissers herdenkt die tijdens de uitoefening van hun beroep op zee omkwamen. Het werd op 24 mei 2013 onthuld door prinses Beatrix, het was haar eerste publieke optreden sinds zij afstand van de troon deed (zie foto).